# Elsmere, Kentucky
Elsmere är en stad i Kenton County, Kentucky, USA. År 2000 hade orten 8 139 invånare. Den har enligt United States Census Bureau en area på 6,5 km², allt är land.